# 奥利·迈泰
奥利·迈泰（芬蘭語：Olli Määttä，1994年8月22日—），生于于韦斯屈莱，芬兰男子冰球运动员。他曾代表芬兰国家队参加2014年冬季奥林匹克运动会冰球比赛，获得一枚铜牌。